# Ardisia lisowskii
Ardisia lisowskii är en viveväxtart som beskrevs av A. Taton och J. Lejoly. Ardisia lisowskii ingår i släktet Ardisia och familjen viveväxter. Inga underarter finns listade i Catalogue of Life.